# FC ŠTK 1914 Šamorín
Futbalový Club Šamorínsky Telovýchovný Klub 1914 Šamorín – słowacki klub piłkarski, grający w drugiej lidze słowackiej, mający siedzibę w mieście Šamorín.

## Historia
Klub został założony w 1914 roku. W 2015 roku klub podpisał porozumienie o współpracy z brazylijskim Fluminense FC. W sezonie 2015/2016 klub wywalczył swój historyczny awans do drugiej ligi słowackiej. W 2019 klub zakończył współpracę z Fluminense FC, a rozpoczął z DAC 1904 Dunajská Streda.

## Stadion
Domowe mecze klub rozgrywa na stadionie Pomlé, położonym w mieście Šamorín. Stadion może pomieścić 2200 widzów.